# Arpa celtica
L'arpa celtica, o arpa gaelica , è uno strumento a corde tipico del folklore dei paesi europei di area celtica. L'arpa triangolare celtica proviene dalla Scozia, dove compare durante l'ottavo secolo; si è successivamente diffusa in Irlanda dal dodicesimo secolo e poi nel Galles e in Bretagna.

## Costruzione
L'arpa celtica si differenzia dall'arpa classica usata nelle orchestre sinfoniche per vari motivi:
- è più piccola rispetto all'arpa classica;
- a differenza della grande arpa da concerto, l'arpa celtica non ha i pedali, ma ha delle levette che se azionate premono sulla corda accorciandone l'area di vibrazione, ottenendo i semitoni;
- le corde delle arpe celtiche antiche erano di budello di pecora, poi sono state introdotte anche corde metalliche, ed oggi possono essere anche di nylon oppure di slikgout. Le corde si suonano generalmente con i polpastrelli come è pratica comune con tutte le arpe, e si presta anche ad alcune tecniche di abbellimento più moderne come gli armonici fatti con il lato del dito, smorzare le corde tenendo le dita alla base o suonare con una bacchetta lignea, etcetera...

Una variante ancora più piccola è la cosiddetta lira gallica, detta anche cetra ad "arpa celtica", cetra celtica, lira celtica.

## Storia
Gli antenati dell'arpa celtica devono essere ricercati tra le arpe dei Babilonesi, degli Assiri e degli Egizi. La più antica arpa celtica arrivata a noi è quella del Re Brian Borù, conservata al Trinity College di Dublino, databile intorno al XIV secolo. L'animale che veniva spesso associato all'arpa era il Cigno. Le prime arpe, con la loro colonna e la cassa armonica, ricordavano appunto l'aspetto del cigno.
Nella mitologia Celtica, non solo i bardi ma anche i maghi e i Re avevano una propria arpa che diventava simbolo di potenza. Si racconta infatti che Mago Merlino, col suono della sua arpa riuscì a far levitare alcuni massi data la precedente richiesta da parte del re Eimbrez Gudeling di costruire un monumento per i soldati caduti in una battaglia.
Molti condottieri celti erano soliti farsi seppellire nelle tombe con a loro fianco un'arpa, dato che da molti era considerata un oggetto sacro in grado di stabilire un "legame" tra la vita e la morte.
Intorno all'anno Mille i bardi Celti possedevano due tipi di arpa: una con le corde in metallo e un'altra con le corde in budello e la cassa di risonanza intagliata da un tronco di salice. Gli arpisti formavano una corporazione di tipo ereditario ed erano organizzati come un ordine religioso. L'arpista era tenuto in grande considerazione in tutte le corti dove esercitava la sua arte, accompagnando con la musica le sue innumerevoli storie che parlavano di amore, di guerra, di amicizia, di magia. Era tale la sua influenza sul popolo che nel XV e nel XVI secolo molti sovrani emanarono leggi per limitare il potere dei bardi.
Gli ultimi bardi irlandesi furono O'Neill, Hempson, ma soprattutto Turlough O'Carolan, arpista cieco, vera pietra miliare e riferimento ancora attuale per gli arpisti dei nostri tempi. Dopo di loro, l'arpa celtica conobbe un periodo di declino durato diversi secoli. Nel 1950 in Bretagna si assiste ad un revival dell'arpa celtica per merito di Denise Mégevand, professoressa di arpa di Alan Stivell, il quale diventerà il bardo degli anni Settanta riportando in auge musiche e repertori che erano stati fino a quel momento ignorati dal pubblico giovanile del tempo e disprezzati dagli arpisti classici.
Oggi sono moltissimi gli arpisti che suonano questo strumento e si occupano di musica tradizionale: tra gli altri, Grainnè Hambly, Janet Harbison, Alan Stivell, Cormac de Barra, Vincenzo Zitello, Enrico Euron, Andrea Pozzoli. Fra i gruppi si segnala la Celtic Harp Orchestra, considerata la più grande orchestra d'arpe celtiche in Europa. L'arpa irlandese è anche raffigurata nel simbolo della tipica birra irlandese: la Guinness.

## Costruttori
I maggiori costruttori di arpe celtiche in Italia sono la Salvi Harps e la Camac Italia; produttori stranieri sono Dusty Strings, Lyon & Healy, Aoyama.